# Vaalsbroek

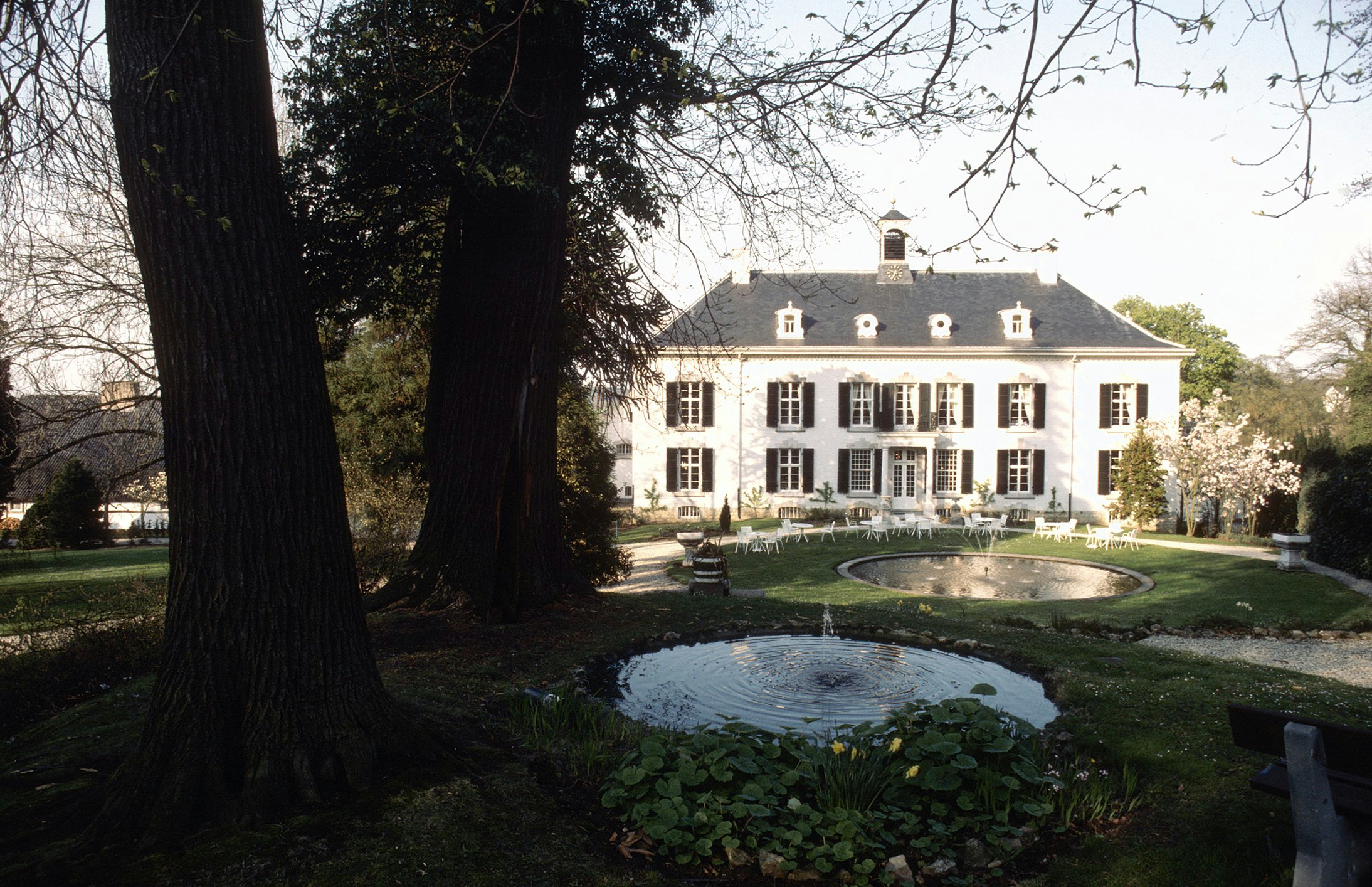
Kasteel

Vaalsbroek is een deel van de buurtschap Raren in de gemeente Vaals in Nederlands-Limburg en ligt in een zuidelijke uitloper van het Selzerbeekdal. Het bestaat uit Kasteel Vaalsbroek, waarin een hotel is gevestigd, de Vaalsbroekermolen en enkele huizen en boerderijen.
De Horizont van Vaalsbroek is vernoemd naar de buurtschap.